# 히바 방어전
히바 방어전(러시아어: Оборона Хивы)은 붉은 군대와 바스마시 간 히바 점령을 놓고 벌인 방어전이다.

## 배경
1924년 1월, 화레즘 소비에트 사회주의 공화국은 복잡한 상황에 직면하게 되었다. 바스마시 군은 주나드 칸의 지휘 하에 기병대 3,000명을 이끌었으며, 영국으로부터 반자동 소총과 기관총의 지원을 받았다. 또한, 주나드 칸은 쿠르바시 군 기병 6,000명도 징발하였다.

## 영향
계속된 공세를 통해 붉은 군대는 사실상 바스마시 군을 전멸시킬 수 있었다. 주나드 칸은 외국으로 망명했다.